# Języki inuickie
Języki inuickie (kanadyjsko-grenlandzkie albo wschodnioeskimoskie) – grupa języków z gałęzi eskimoskiej języków eskimo-aleuckich, którymi posługuje się ok. 98 tys. ludności części arktycznej i subarktycznej Ameryki Północnej. Ich zasięg obejmuje cztery państwa: Kanadę i Stany Zjednoczone oraz Rosję i Danię. Z powodu poważnego zagrożenia wymarciem prowadzone są próby rewitalizacji tych języków. Języki inuickie można podzielić na dwie grupy: języki zachodnio-inuickie (Czukotka, południowo-zachodnia Alaska, Zatoka Księcia Williama, wyspa Kodiak) oraz wschodnio-inuickie (terytorium od Zatoki Północnej poprzez wybrzeża Alaski Północnej, część północnej Kanady, Grenlandia).

## Klasyfikacja
Języki inuickie tworzą kontinuum dialektalne.
Bywają nazywane jednym makrojęzykiem inuickim, który posiada swoje warianty językowe, a te dzielą się na dialekty:
- język inupiak
  - inupiak Półwyspu Seward
  - inupiak północnoalaskański
- język inuwialuktun(inne języki)
  - inuinnaqtun
  - kangirjuarmiutun(inne języki)
  - siglitun(inne języki)
  - uummarmiutun(inne języki)
- język inuktitut
  - inuktitut zachodniokanadyjski
  - inuktitut wschodniokanadyjski
- język grenlandzki (kalaallisut)
  - dialekt północnogrenlandzki
  - dialekt zachodniogrenlandzki
  - dialekt wschodniogrenlandzki